# Campeonato Maranhense de Futebol de 2021 - Segunda Divisão
A Segunda Divisão do Campeonato Maranhense de Futebol foi a 21ª edição da competição organizada pela Federação Maranhense de Futebol. A competição garante duas vagas para a Copa FMF de 2021 e para o Campeonato Maranhense de 2022.

## Regulamento
Pré-Série B
Nesta fase irão participar oito clubes em jogos de mata-mata e em partidas de ida e volta, classificando dois clubes para a Fase Principal, caso as partidas terminem empatadas em saldo de gols a vaga será decidida nos pênaltis. Os clubes participantes desta fase serão: JV Lideral, Americano, Araioses, Expressinho FC, ITZ Sport, Sabiá FC, SE Tupan e Timon EC.
Fase Principal
Nesta fase participarão sete clubes, três que já estão classificados de acordo com a classificacão da Segunda Divisão de 2020 e dois rebaixados do (Primeira Divisão de 2020 que são: Maranhão AC, Cordino, Chapadinha FC, Atlético Bacabal e Viana, mais os dois classificados da Pré-Série B.
O Campeão e o Vice garantem acesso para a Primeira Divisão em 2022.

## Equipes Participantes
Abaixo a lista dos clubes interessados a participar do campeonato que aconteceu no segundo semestre de 2021. As equipes tiveram sua participação confirmada pela Federação Maranhense de Futebol e poderá haver desistência de algum clube até o inicio da competição.
OBS.: O Tuntum Esporte Clube jogará o campeonato utilizando o CNPJ do Clube Atlético Bacabal.

## Pré-Série B

### Preliminar 1
| Grupo | Equipe 1     | Total | Equipe 2    | Ida   | Volta |
| ----- | ------------ | ----- | ----------- | ----- | ----- |
| A     | Tupan        | 2–0   | Araioses    | 1–0   | 1–0   |
| B     | Americano-MA | 3–4   | Timon       | 3–3   | 0–1   |
| A     | ITZ Sport    | – [a] | Expressinho | – [a] | – [a] |
| B     | JV Lideral   | – [a] | Sabiá       | – [a] | – [a] |

- a. ^  O JV Lideral e ITZ Sport desistiram de participar da competição, com isso o Expressinho e o Sabiá passaram direto para a Preliminar 2.

#### Resultados
| 23 de agosto de 2021 | Americano-MA                                                      | 3 – 3      | Timon                                                          | São Luís                                                   |  |
| 15:30                | Alessandro Martins 36' · Jorge Rocha 58' · Alessandro Martins 71' | Súmula FMF | 77' Clessione Silva · 81' Fernando Cunha · 90' Clessione Silva | Estádio: Nhozinho Santos Árbitro: Wagner Luis Braga Pontes |  |

| 25 de agosto de 2021 | Tupan                | 1 – 0      | Araioses | São Luís                                               |  |
| 15:30                | Gleyson da Silva 71' | Súmula FMF |          | Estádio: Nhozinho Santos Árbitro: Wallas Martins Lopes |  |

| 28 de agosto de 2021 | Timon             | 1 – 0      | Americano-MA | São Luís                                                  |  |
| 15:30                | Flavio Serejo 70' | Súmula FMF |              | Estádio: Nhozinho Santos Árbitro: Paulo Jose Souza Mourão |  |

| 2 de setembro de 2021 | Araioses | 0 – 1      | Tupan            | São Luís                                               |  |
| 15:30                 |          | Súmula FMF | 75' Diogo Cutrim | Estádio: Castelão Árbitro: Raimundo Jose Chagas Araujo |  |

### Preliminar 2
| Grupo | Equipe 1 | Total | Equipe 2    | Ida   | Volta |
| ----- | -------- | ----- | ----------- | ----- | ----- |
| A     | Tupan    | 5–0   | Expressinho | 2–0   | 3–0   |
| B     | Timon    | – [b] | Sabiá       | – [b] | – [b] |

- b. ^  O Sabiá também desistiu de participar da competição, com isso o Timon se classificou direto para a próxima fase.[3]

#### Resultados
| 9 de setembro de 2021 | Expressinho | 0 – 2      | Timon                                   | São Luís                                                |  |
| 15:30                 |             | Súmula FMF | 13' Diogo Cutrim · 80' Gleyson da Silva | Estádio: Nhozinho Santos Árbitro: Eduardo Moraes Garcia |  |

| 16 de setembro de 2021 | Timon                                                      | 3 – 0      | Expressinho | São Luís                                                         |  |
| 15:30                  | Roberth Martins 55' · Diogo Cutrim 68' · Lucas Sampaio 79' | Súmula FMF |             | Estádio: Nhozinho Santos Árbitro: Ronildo Alves dos Santos Vilar |  |

## Primeira Fase

### Classificação
| Pos | Times    | Pts | J | V | E | D | GP | GC | SG |
| --- | -------- | --- | - | - | - | - | -- | -- | -- |
| 1   | Maranhão | 12  | 5 | 4 | 0 | 1 | 10 | 3  | +7 |
| 2   | Tuntum   | 8   | 5 | 2 | 2 | 1 | 7  | 4  | +3 |
| 3   | Timon    | 8   | 5 | 2 | 2 | 1 | 7  | 6  | +1 |
| 4   | Cordino  | 7   | 5 | 2 | 1 | 2 | 8  | 5  | +3 |
| 5   | Tupan    | 5   | 5 | 1 | 2 | 2 | 5  | 12 | –7 |
| 6   | Viana    | 1   | 5 | 0 | 1 | 4 | 2  | 9  | –7 |

|          | COR | MAR | TIM | TUN | TUP | VIA |
| -------- | --- | --- | --- | --- | --- | --- |
| Cordino  | —   | 1–0 | —   | —   | 5–1 | 1–1 |
| Maranhão | —   | —   | —   | 2–1 | 4–0 | —   |
| Timon    | 2–1 | 0–2 | —   | —   | —   | —   |
| Tuntum   | 1–0 | —   | 1–1 | —   | 1–1 | —   |
| Tupan    | —   | —   | 2–2 | —   | —   | 1–0 |
| Viana    | —   | 1–2 | 0–2 | 0–3 | —   | —   |

|  |                     |  |        |  |                      |
|  | Vitória do Mandante |  | Empate |  | Vitória do Visitante |

Rodadas na liderança e Lanterna
Em negrito, os clubes que mais permaneceram na liderança.
| 1   | 2       | 3       | 4   | 5   |
| MAR | CORDINO | CORDINO | MAR | MAR |

Clubes que ficaram na última posição ao final de cada rodada:
| 1   | 2     | 3     | 4     | 5     |
| TUN | VIANA | VIANA | VIANA | VIANA |

#### Resultados
| 18 de setembro de 2021 | Maranhão                                        | 2 – 1      | Tuntum                        | São Luís                                                   |  |
| 15:30                  | Alessandro Martins 9' · Francisco Rodrigues 88' | Súmula FMF | pên.56' Cristeanderson Bastos | Estádio: Estádio Castelão Árbitro: Paulo Jose Souza Mourão |  |

| 20 de setembro de 2021 | Timon                                    | 2 – 1      | Cordino          | São Luís                                             |  |
| 15:30                  | Clessione Silva 25' · Sidys Amorim 90+2' | Súmula FMF | 39' Leone Barros | Estádio: Nhozinho Santos Árbitro: Maykon Matos Nunes |  |

| 22 de setembro de 2021 | Tupan               | 1 – 0      | Viana | São Luís                                                       |  |
| 15:30                  | Lucas Sampaio 0.20' | Súmula FMF |       | Estádio: Nhozinho Santos Árbitro: Jouterlon de Macedo Escorcio |  |

| 24 de setembro de 2021 | Cordino          | 1 – 0      | Maranhão | Barra do Corda                                               |  |
| 15:30                  | Naoh Pestana 30' | Súmula FMF |          | Estádio: Leandro Claudio Árbitro: Ranilton Oliveira de Sousa |  |

| 26 de setembro de 2021 | Viana | 0 – 3 | Tuntum | Codó                         |  |
| 15:30                  |       |       |        | Estádio: Renê Bayma Árbitro: |  |

| 27 de setembro de 2021 | Tupan                               | 2 – 2      | Timon                                       | São Luís                                                      |  |
| 15:30                  | Diogo Cutrim 45' · Diogo Cutrim 55' | Súmula FMF | 45+2' Emerson Julio · pên.47' Emerson Julio | Estádio: Nhozinho Santos Árbitro: Raimundo Jose Chagas Araujo |  |

| 29 de setembro de 2021 | Viana               | 1 – 2      | Maranhão                                 | Codó                                              |  |
| 15:30                  | Marcos Vinicius 32' | Súmula FMF | 18' Alex Sandre · 69' Alessandro Martins | Estádio: Renê Bayma Árbitro: Wallas Martins Lopes |  |

| 30 de setembro de 2021 | Cordino | 5 – 1      | Tupan             | Barra do Corda                                                     |  |
| 15:30                  | Ivanaldo Silva 18' · Ullisses Viana 35' · Ivanaldo Silva 37' · Ullisses Viana pên.41' · Ullisses Viana 67' | Súmula FMF | 86' Lucas Sampaio | Estádio: Leandro Claudio Árbitro: Mayron Frederico dos Reis Novais |  |

| 30 de setembro de 2021 | Tuntum         | 1 – 1 | Timon             | Tuntum                                                          |  |
| 15:30                  | Andre Luis 20' | FMF   | 16' Emerson Julio | Estádio: Rafael Seabra Árbitro: Jose Henrique de Azevedo Junior |  |

| 3 de outubro de 2021 | Cordino | 1 – 1         | Viana | Barra do Corda                    |  |
| 15:30                |         | [ Súmula FMF] |       | Estádio: Leandro Claudio Árbitro: |  |

| 3 de outubro de 2021 | Tuntum | 1 – 1         | Tupan | Tuntum                          |  |
| 15:30                |        | [ Súmula FMF] |       | Estádio: Rafael Seabra Árbitro: |  |

| 3 de outubro de 2021 | Timon | 0 – 2         | Maranhão | São Luís                          |  |
| 15:30                |       | [ Súmula FMF] |          | Estádio: Nhozinho Santos Árbitro: |  |

## Fase Final
|  | Semifinais | Semifinais | Semifinais | Semifinais |   |         | Final | Final |
|  |            |            |            |            |   |         |       |       |
|  | Maranhão   | 0          | 1          | 1          |   |         |       |       |
|  | Cordino    | 1          | 1          | 2          |   |         |       |       |
|  | Cordino    | 1          | 1          | 2          |   | Cordino | 1 (4) |       |
|  |            |            |            |            |   | Cordino | 1 (4) |       |
|  |            | Tuntum     | 1 (1)      |            |   |         |       |       |
|  | Tuntum     | Tuntum     | 1 (1)      | 0          | 1 | 1 (4)   |       |       |
|  | Tuntum     |            |            | 0          | 1 | 1 (4)   |       |       |
|  | Timon      | 0          | 1          | 1 (3)      |   |         |       |       |

## Classificação final
- a. ^  O JV Lideral e ITZ Sport desistiram de participar da competição, com isso o Expressinho e o Sabiá passaram direto para a Preliminar 2.
- b. ^  O Sabiá também desistiu de participar da competição, com isso o Timon se classificou direto para a próxima fase.
- c. ^  O Chapadinha desistiu de participar da competição, com isso a Primeira Fase foi disputada por seis equipes, sendo ajustada a tabela.